# Jian'ou
Jian'ou (建瓯市S, Jiàn'ōuP) è una città-contea della Cina, situata nella provincia del Fujian.